# Proszę tańcz
Proszę tańcz – singel polskich piosenkarzy Dawida Kwiatkowskiego i Kayah. Singel został wydany 14 stycznia 2025.
Kompozycja znalazła się na 9. miejscu listy OLiA, najczęściej odtwarzanych utworów w polskich rozgłośniach radiowych.

## Geneza utworu i historia wydania
Utwór napisali i skomponowali Dawid Kwiatkowski, Katarzyna Rooijens, Dominic Buczkowski-Wojtaszek i Patryk Kumór, natomiast za produkcję piosenki odpowiada Hotel Torino.
Singel ukazał się w formacie digital download 14 stycznia 2025 w Polsce za pośrednictwem wytwórni płytowej DB4 Management w dystrybucji Warner Music Poland.
25 kwietnia 2025 wykonali piosenkę na żywo w ramach cyklu „Poplista Live Sessions” na kanale radia RMF FM. 23 maja zaprezentowali utwór podczas koncertu Kayah – 30 lat płyty Kamień na Polsat Hit Festiwal 2025.

## „Proszę tańcz” w stacjach radiowych
Nagranie było notowane na 9. miejscu w zestawieniu OLiA, najczęściej odtwarzanych utworów w polskich rozgłośniach radiowych.

## Teledysk
Do utworu powstał teledysk w reżyserii Tomasza Wilczyńskiego, który udostępniono w dniu premiery singla za pośrednictwem serwisu YouTube. W klipie wystąpiła Dorota Chotecka.

## Lista utworów
- Digital download[2]

1. „Proszę tańcz” – 2:55

## Notowania

### Pozycja na liście sprzedaży
| Kraj   | Lista (2025)             | Najwyższa pozycja |
| ------ | ------------------------ | ----------------- |
| Polska | OLiS – single w streamie | 40                |

### Pozycja na liście airplay
| Kraj   | Lista (2025)                   | Najwyższa pozycja |
| ------ | ------------------------------ | ----------------- |
| Polska | OLiS – oficjalna lista airplay | 9                 |